# B12-vitamin
A B12-vitamin vagy B12-vitamin (kobalamin) vízben oldódó vitamin, amely kulcsfontosságú szerepet játszik az agy és a központi idegrendszer működésében, valamint a vérképzés folyamatában. A B-vitamincsoport tagja. Emellett szerepet játszik még a sejtek anyagcseréjében, részt vesz a nukleinsavak felépítésében, befolyásolja a szervezet fehérjeszintézisét, elősegíti az aminosavak fehérjékbe való beépülését, és fokozza ezek hasznosítását. Az ajánlott napi bevitel felnőttek számára 2.4 µg, terhes és szoptató nők számára magasabb bevitel javallott.
A tévhittel ellentétben a B12-vitamint nem a növényevő állatok termelik, egyedül bizonyos baktériumok és archeák képesek az előállítására. Ezek a mikroorganizmusok megtalálhatóak azokon a növényeken, amelyeket a növényevő állatok megesznek; aztán bekerülnek az állatok emésztőrendszerébe, szaporodnak, beépülnek az állandó bélflórába, és itt termelik a B12-vitamint.
Annak érdekében, hogy a bélbaktériumok B12-vitamint termeljenek, az állatnak megfelelő mennyiségű kobaltot kell fogyasztania. Kobaltban szegény termőfölddel rendelkező legelőn legeltetett állatok esetében kialakulhat B12 hiány, B12 injekció vagy kobalt táplálékkiegészítő szükséges lehet a haszonállatok számára.

## Meghatározása
A (vízben oldódó) B-vitamincsoport Cyanocobalamin vitamerből szintetizálódó tagja.

## Szerkezete
Szerkezete hasonlóságot mutat a porfirinvázzal. Központi részét négy pirrolgyűrűből álló rendszer képezi, amely azonban a porfirinváztól eltérően nem alkot delokalizált planáris struktúrát. Ez a jellemző szerkezet a korrinváz.
A molekula központi atomja a kobalt, amely heterociklusos bázishoz, az 5,6-dimetilbenzimidazolhoz kötődik. A kobaltatom hatodik koordinációs kötését több csoport is elfoglalhatja, ez a molekula izolálása során jellemzően cianidion, azonban a szövetekben többnyire víz vagy hidroxidion van a cianidion helyén.

B12-vitamint kizárólag mikroorganizmusok képesek előállítani. Megtalálható az állati eredetű termékekben, pl. húsokban, halakban, a tenger gyümölcseiben, tejben, sajtokban és tojásban, illetve belsőségekben, azaz májban, vesében, szívben. A savanyú káposztában (a savanyítás folyamatában mikroorganizmusok vesznek részt), és csekély mennyiségben a homoktövisben is előfordul.
A B12-vitamin megfelelő hasznosításának elengedhetetlen feltétele az ép bélflóra és a fontos mikroorganizmusok zavartalan működése. Hiánya többek között vészes vérszegénységet és idegrendszeri zavarokat eredményez.

## Felvétele, raktározása
A táplálékkal bevitt B12-vitamin a gyomorban kötődik a nyálmirigyekben termelődött haptocorrin fehérjéhez, majd miután a hasnyálmirigy enzimei lebontották a haptocorrint, a gyomorban termelődött intrinsic faktorhoz (IF) kötődik, amely megvédi a B12-vitamint a lebontástól. Az IF-B12-vitamin komplex a csípőbélben szívódik fel, receptormediált endocitózissal. IF nélkül a táplálékban lévő B12-vitamin csak kis mértékben szívódik fel, így a gyomor teljes eltávolítása (ami egyébként emésztés szempontjából az élettel összeegyeztethető), az IF hiánya később súlyos problémákat okoz. A felszívódott B12-vitamin nagy része normál körülmények között transzkobalamin-I-gyel, véráram útján a májba jut, és ott raktározódik. A szervezet B12-vitamin-raktára kb. 1-5 mg, táplálékkal napi kb. 1-5 µg szívódik csak fel (napi szükséglet kb. 1-2,5 µg/nap). Így előfordulhat, hogy a csökkent bevitel vagy felszívódás miatti B12-vitamin-hiány tünetei csak évek után jönnek elő.

## Pótlása növényi étrenden
Mivel nincsen megfelelő természetes nem-állati forrása ennek a vitaminnak, azoknak, akik növényi étrenden élnek, szükséges a B12 táplálékkiegészítőként való szedése, vagy B12-vel dúsított termékek fogyasztása, megfelelő mennyiségben. A B12 felszívódási aránya minél nagyobb mennyiségben visszük be, annál rosszabb, ezért ritkább bevitel esetén arányosan is nagyobb mennyiség szükséges. A máj legfeljebb 5 évre eleget tud tárolni ebből a vitaminból, de a pótlása elmaradásának olyan súlyos következményei lehetnek, mint a pszichózis, demencia, súlyos depresszió és visszafordíthatatlan ideg- és agykárosodás.
A B12-vitamin szedésének szükségessége nem jelenti azt, hogy egy jól megtervezett növényi étrend hiányos lenne. Az Ausztrál Dietetikusok Szövetsége, Kanadai Dietetikusok Szövetsége, a Physicians Comittee for Responsible Medicine, a British Dietetics Association, New Zealand Ministry of Health és az Academy of Nutrition and Dietetics is azon az állásponton van, hogy a megfelelően összeállított növényi étrend minden életkorban (beleértve a gyerekkort és az idősebb kort is) és állapotban (beleértve a szoptatás és terhesség időszakát is) teljes körű és kielégítő az ember számára.

## Szerepe a metabolizmusban
Az emberi szervezetben a B12-vitamin két formája vesz részt a metabolizmusban: a metil-kobalamin és az adenozil-kobalamin. 

### Metil-kobalamin
A metil-kobalamin a homocisztein-metil-transzferáznak a koenzime, amely tetrahidrofolát-függő enzimrendszert alkot, és az aktivált metil ciklusban a metionin reszintézisében játszik szerepet. Hiányában a nukleotid-anyagcsere zavart szenved, a nukleotidok szintézise gátolt lesz, ez pedig főként a gyorsan osztódó sejteket érinti, például az eritroblasztokat. Következményképpen vészes vérszegénység (anaemia perniciosa) alakul ki. Emellett, a homocisztein-metil-transzferáz elégtelensége emelkedett homocisztein- és alacsony metioninszintet eredményezhet, az előbbi atheroscelosist, utóbbi pedig idegrendszeri rendellenességeket válthat ki. 

### Adenozil-kobalamin
Az adenozil-kobalamin a metil-malonil-CoA-mutáz koenzime, csökkent funkciója esetén a metil-malonil-CoA nem alakul át szukcinil-CoA-vá, felszaporodása metil-malonsavas acidaemiát okoz. Ez nem csak az elágazó szénláncú aminosavak, hanem a páratlan szénatomszámú zsírsavak oxidációját is érinti.